# Pływanie na Letnich Igrzyskach Olimpijskich 1976 – 200 m stylem motylkowym mężczyzn
200 m stylem motylkowym mężczyzn – jedna z konkurencji pływackich rozgrywanych podczas XXI Igrzysk Olimpijskich w Montrealu. Eliminacje i finał miały miejsce 18 lipca 1976 roku.
Wszystkie miejsca na podium przypadły reprezentantom Stanów Zjednoczonych. Złoty medal zdobył Mike Bruner i czasem 1:59,23 pobił rekord świata. Srebrny medal wywalczył Steve Gregg (1:59,54), a brązowy Bill Forrester (1:59,96).

## Rekordy
Przed zawodami rekord świata i rekord olimpijski wyglądały następująco:
| Rekord            | Zawodnik     | Czas    | Miejsce   | Data             |
| ----------------- | ------------ | ------- | --------- | ---------------- |
| Rekord świata     | Roger Pyttel | 1:59,63 | Berlin    | 3 czerwca 1976   |
| Rekord olimpijski | Mark Spitz   | 2:00,70 | Monachium | 28 sierpnia 1972 |

W trakcie zawodów ustanowiono następujące rekordy:
| Data     | Etap konkurencji | Zawodnik    | Czas    | Rekord |
| -------- | ---------------- | ----------- | ------- | ------ |
| 18 lipca | eliminacje       | Steve Gregg | 2:00,24 | OR     |
| 18 lipca | finał            | Mike Bruner | 1:59,23 | ,      |

## Wyniki

### Eliminacje
| Miejsce | Wyścig | Zawodnik              | Państwo                              | Czas      | Uwagi |
| ------- | ------ | --------------------- | ------------------------------------ | --------- | ----- |
| 1.      | 3      | Steve Gregg           | Stany Zjednoczone                    | 2:00,24   | Q,    |
| 2.      | 6      | Roger Pyttel          | NRD                                  | 2:00,28   | Q     |
| 3.      | 5      | Mike Bruner           | Stany Zjednoczone                    | 2:01,35   | Q     |
| 4.      | 5      | Jorge Delgado Jr.     | Ekwador                              | 2:01,70   | Q,    |
| 5.      | 2      | Michael Kraus         | RFN                                  | 2:01,91   | Q     |
| 6.      | 3      | Brian Brinkley        | Wielka Brytania                      | 2:01,93   | Q     |
| 7.      | 4      | Bill Forrester        | Stany Zjednoczone                    | 2:01,95   | Q     |
| 8.      | 6      | Aleksandr Manaczynski | ZSRR                                 | 2:02,91   | Q     |
| 9.      | 5      | Michaił Gorelik       | ZSRR                                 | 2:02,96   |       |
| 10.     | 4      | George Nagy           | Kanada                               | 2:03,33   | NR    |
| 11.     | 6      | Pär Arvidsson         | Szwecja                              | 2:03,79   | NR    |
| 12.     | 6      | Peter Broscienski     | RFN                                  | 2:04,17   |       |
| 13.     | 2      | Jorge Jaramillo       | Kolumbia                             | 2:04,30   | NR    |
| 14.     | 5      | Bruce Rogers          | Kanada                               | 2:04,51   |       |
| 15.     | 3      | Hideaki Hara          | Japonia                              | 2:04,68   |       |
| 16.     | 6      | John Coutts           | Nowa Zelandia                        | 2:05,05   | NR    |
| 17.     | 2      | Jeff Van de Graaf     | Australia                            | 2:05,58   |       |
| 18.     | 4      | Hartmut Flöckner      | NRD                                  | 2:05,71   |       |
| 19.     | 1      | Sean Maher            | Wielka Brytania                      | 2:05,95   |       |
| 20.     | 1      | András Hargitay       | Węgry                                | 2:06,20   |       |
| 21.     | 1      | Csaba Sós             | Węgry                                | 2:06,71   |       |
| 22.     | 2      | Doug Martin           | Kanada                               | 2:06,81   |       |
| 23.     | 3      | Anders Bellbring      | Szwecja                              | 2:07,03   |       |
| 24.     | 3      | John Daly             | Portoryko                            | 2:07,13   |       |
| 25.     | 6      | Ronald Woutering      | Holandia                             | 2:07,31   | NR    |
| 26.     | 1      | Shinsuke Kayama       | Japonia                              | 2:07,46   |       |
| 27.     | 1      | Gordon Hewit          | Wielka Brytania                      | 2:07,60   |       |
| 28.     | 5      | Miguel Lang-Lenton    | Hiszpania                            | 2:08,51   | NR    |
| 29.     | 4      | Ricardo Marmolejo     | Meksyk                               | 2:08,88   |       |
| 30.     | 2      | Adi Prag              | Izrael                               | 2:09,91   | NR    |
| 31.     | 5      | Anatolij Smirnow      | ZSRR                                 | 2:10,50   |       |
| 32.     | 6      | Edwin Borja           | Filipiny                             | 2:10,61   | NR    |
| 33.     | 1      | Hugo Cuenca           | Wenezuela                            | 2:11,06   |       |
| 34.     | 5      | François Deley        | Belgia                               | 2:12,99   |       |
| 35.     | 5      | Julio Abreu           | Paragwaj                             | 2:13,54   |       |
| 36.     | 2      | Steven Newkirk        | Wyspy Dziewicze Stanów Zjednoczonych | 2:17,84   | NR    |
| 37.     | 4      | Paulo Frischknecht    | Portugalia                           | 2:20,51   |       |
| 38.     | 3      | Carlos González       | Panama                               | 2:20,92   |       |
| 39 !    | 1      | Lawrence Kwoh         | Hongkong                             | 9:99,99 ! | DSQ   |
| 39 !    | 4      | Ross Seymour          | Australia                            | 9:99,99 ! | DSQ   |

### Finał
| Miejsce | Zawodnik              | Państwo           | Czas    | Uwagi |
| ------- | --------------------- | ----------------- | ------- | ----- |
| 1 !     | Mike Bruner           | Stany Zjednoczone | 1:59,23 | WR    |
| 2 !     | Steve Gregg           | Stany Zjednoczone | 1:59,54 |       |
| 3 !     | Bill Forrester        | Stany Zjednoczone | 1:59,96 |       |
| 4.      | Roger Pyttel          | NRD               | 2:00,02 |       |
| 5.      | Michael Kraus         | RFN               | 2:00,46 | NR    |
| 6.      | Brian Brinkley        | Wielka Brytania   | 2:01,49 | NR    |
| 7.      | Jorge Delgado Jr.     | Ekwador           | 2:01,95 |       |
| 8.      | Aleksandr Manaczynski | ZSRR              | 2:04,61 |       |